# Piper rufum
Piper rufum är en pepparväxtart som beskrevs av C. Dc.. Piper rufum ingår i släktet Piper och familjen pepparväxter. Inga underarter finns listade i Catalogue of Life.